# Vodjerak
Vodjerak (lat. Cheilanthes), rod papratnjača iz potporodice Cheilanthoideae, dio porodice bujadovki (Pteridaceae). 
Mirisavi (Oeosporangium persica) i bujadski vodjerak (Oeosporangium pteridioides) pripadaju rodu Oeosporangium a ne u Cheilanthes.

## Opis
Rod Cheilanthes od oko 150 vrsta paprati iz porodice Pteridaceae, pronađene su u tropskim i umjerenim regijama diljem svijeta. Ove paprati često se nalaze u suhim ili sezonski suhim klimama, a mnoge mogu tolerirati otvorena kamenita područja na punom suncu. Neke se uzgajaju kao ukrasne biljke u kamenjarima.
Većina paprati su male, čvrste, često zimzelene biljke. Listovi izrastaju izravno iz puzavih ili uspravnih rizoma i često su prekriveni gustim dlačicama ili ljuskama. Strukture koje nose spore (sporangije) nalaze se na krajevima žila i zaštićene su rubovima lista koji se uvijaju preko njih.

## Vrste
Cheilanthes p.p.
1. Cheilanthes bolborrhiza Mickel & Beitel

Cheilanthes sensu stricto; 25 vrsta iz tropske Amerike:
1. Cheilanthes arequipensis (Maxon) R.M.Tryon & A.F.Tryon
2. Cheilanthes buchtienii (Rosenst.) R.M.Tryon
3. Cheilanthes ecuadorensis Windham & K.Sosa
4. Cheilanthes fractifera R.M.Tryon
5. Cheilanthes glutinosa M.Kessler & A.R.Sm.
6. Cheilanthes hieronymi Herter
7. Cheilanthes incarum Maxon
8. Cheilanthes incisa Kunze ex Mett.
9. Cheilanthes juergensii Rosenst.
10. Cheilanthes laciniata Sodiro
11. Cheilanthes leonardii Maxon
12. Cheilanthes leucopoda Link
13. Cheilanthes lonchophylla (R.M.Tryon) R.M.Tryon & A.F.Tryon
14. Cheilanthes mathewsii Kunze
15. Cheilanthes micropteris Sw.
16. Cheilanthes obducta Mett. ex Kuhn
17. Cheilanthes pantanalensis E.L.M.Assis, Ponce & Labiak
18. Cheilanthes peruviana (Desv.) T.Moore
19. Cheilanthes pilosa Goldm.
20. Cheilanthes poeppigiana Mett. ex Kuhn
21. Cheilanthes rufopunctata Rosenst.
22. Cheilanthes sarmientoi Ponce
23. Cheilanthes scariosa (Sw.) C.Presl
24. Cheilanthes squamosa Gill. ex Hook. & Grev.
25. Cheilanthes volcanensis de la Sota

Cheilanthes sensu lato; oko 50 vrsta::
1. Cheilanthes adiantoides T.C.Chambers & P.A.Farrant
2. Cheilanthes angustifrondosa Alston
3. Cheilanthes austrotenuifolia H.Quirk & T.C.Chambers
4. Cheilanthes bergiana Schltdl.
5. Cheilanthes boivinii Mett. ex Kuhn
6. Cheilanthes bonapartei J.P.Roux
7. Cheilanthes botswanae Schelpe & N.C.Anthony
8. Cheilanthes brownii (Desv.) Domin
9. Cheilanthes buchananii (Baker) Domin
10. Cheilanthes capensis (Thunb.) Sw.
11. Cheilanthes caudata R.Br.
12. Cheilanthes ceterachoides A.W.Klopper & Klopper
13. Cheilanthes contigua Baker
14. Cheilanthes contracta Kunze
15. Cheilanthes deboeri Verdc.
16. Cheilanthes deltoidea Kunze
17. Cheilanthes depauperata Baker
18. Cheilanthes dinteri Brause
19. Cheilanthes distans (R.Br.) Mett.
20. Cheilanthes dolomiticola (Schelpe) Schelpe & N.C.Anthony
21. Cheilanthes eckloniana (Kunze) Mett.
22. Cheilanthes erythraea Pic.Serm.
23. Cheilanthes fragillima F.Muell.
24. Cheilanthes hastata (L.fil.) Kunze
25. Cheilanthes hirta Sw.
26. Cheilanthes inaequalis (Kunze) Mett.
27. Cheilanthes induta Kunze
28. Cheilanthes involuta (Sw.) Schelpe & N.C.Anthony
29. Cheilanthes kunzei Mett.
30. Cheilanthes lasiophylla Pic.Serm.
31. Cheilanthes leachii (Schelpe) Schelpe
32. Cheilanthes madagascariensis Baker
33. Cheilanthes marlothii (Hieron.) Schelpe;
34. Cheilanthes multifida (Sw.) Sw.
35. Cheilanthes namaquensis (Baker) Schelpe & N.C.Anthony
36. Cheilanthes nielsii W.Jacobsen
37. Cheilanthes nitida (R.Br.) P.S.Green
38. Cheilanthes nudiuscula (R.Br.) T.Moore
39. Cheilanthes parviloba (Sw.) Sw.
40. Cheilanthes pentagona Schelpe & N.C.Anthony
41. Cheilanthes perlanata (Pic.Serm.) Kornas
42. Cheilanthes perrieri J.P.Roux
43. Cheilanthes praetermissa D.L.Jones
44. Cheilanthes prenticei Luerss.
45. Cheilanthes pumilio (R.Br.) F.Muell.
46. Cheilanthes qiaojiaensis Z.R.He & W.M.Chu
47. Cheilanthes quadripinnata (Forssk.) Kuhn
48. Cheilanthes robusta (Kunze) R.M.Tryon
49. Cheilanthes schimperi Kunze
50. Cheilanthes sieberi Kunze
51. Cheilanthes similis Ballard
52. Cheilanthes tenuifolia (Burm.fil.) Sw.
53. Cheilanthes viridis (Forssk.) Sw.

Sinonimi:
- Neurosoria Mett. ex Kuhn
- Hypolepidopsis Hieron.

Cheilanthes p.p.(skinneri klada); postoje 3 vrsta i jedan hibrid i Meksika
1. Cheilanthes lozanoi (Maxon) R.M.Tryon & A.F.Tryon
2. Cheilanthes skinneri (Hook.) R.M.Tryon & A.F.Tryon
3. Cheilanthes subcordata (D.C.Eaton ex Davenp.) Mickel
4. Cheilanthes ×gryphus Mickel

Sinonimi:
- xHemionanthes Mickel, McVaugh